# SN 2002di
SN 2002di – supernowa typu Ia odkryta 9 czerwca 2002 roku w galaktyce M+05-40-02. W momencie odkrycia miała maksymalną jasność 17,60m.